# Kuks

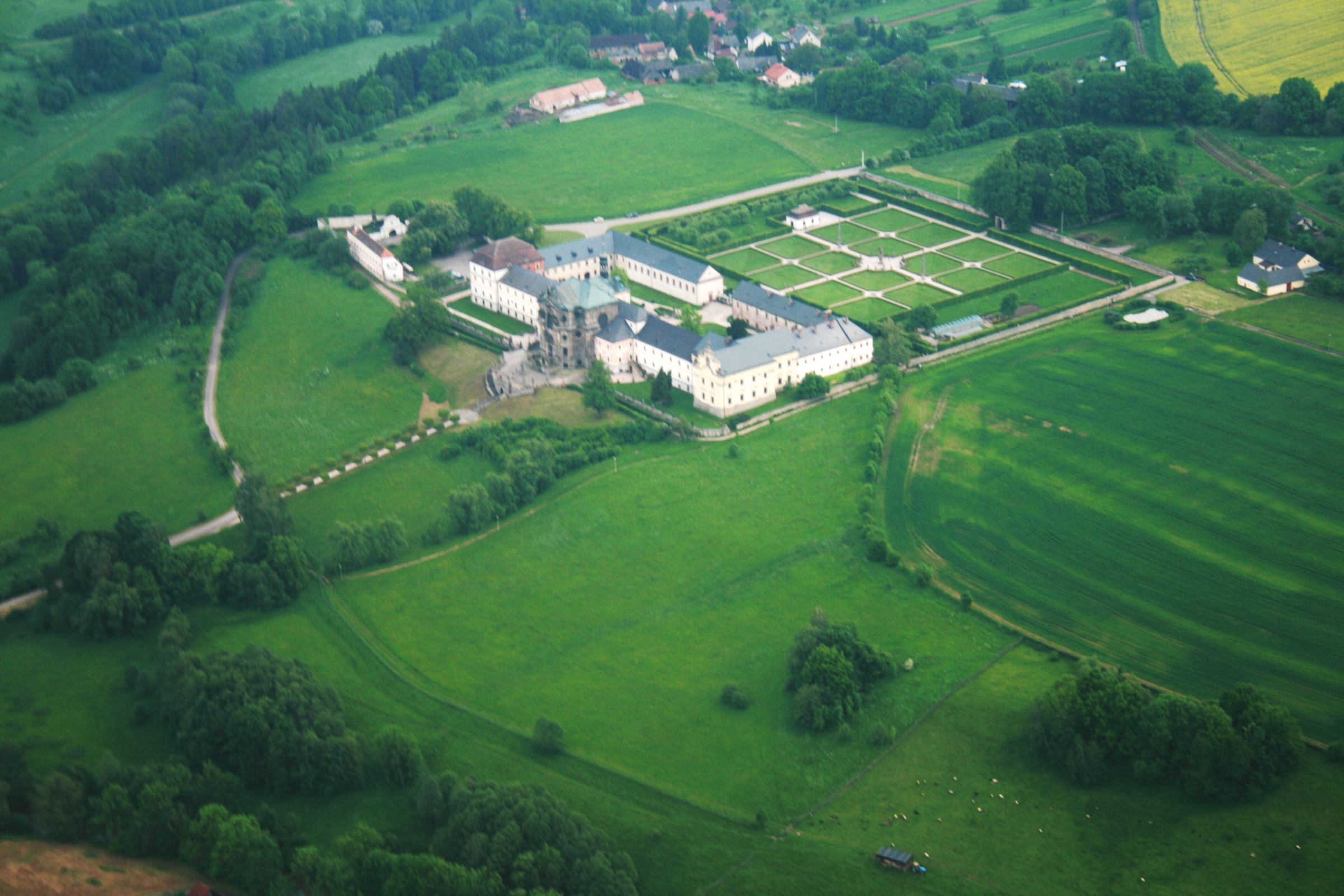
Zdjęcie szpitala z lotu ptaka

Kuks (niem. Kukus) – gmina i wieś w powiecie Trutnov w kraju kralovohradeckim w Czechach, znana z rzeźb Mateusza Bernarda Brauna (czołowego rzeźbiarza baroku w Czechach), zachowanych w byłym barokowym szpitalu i (częściowo) Betlejem (cz. Betlém).
Kuks został założony przed 1695 r. jako kurort-rezydencja hrabiego F. A. Šporka (von Sporck) z pałacem, łaźniami, gościńcami, teatrem, torem wyścigowym i biblioteką. Po 1706 r. nad kurortem wzniesiono potężny klasztor Bonifratrów ze szpitalem, kościołem pw. Najświętszej Trójcy i grobowcem Šporków. Przestrzeń przed frontem klasztoru zdobią alegorie Religii, Cnót i Grzechów autorstwa Brauna (1718-1720). Szpital działał do 1938 r., w jego gmachu obecnie mieści się Czeskie Muzeum Farmacji. Do 1945 r. Kuks był zamieszkiwany przez Niemców.
Do gminy należy także wieś Kašov.

## Zabytki
- Pałac w Kuksie
- Szpital w Kuksie